# Rodbav
Rodbav (deutsch Rohrbach, ungarisch Nádpatak) ist ein Dorf im Kreis Brașov in der Region Siebenbürgen in Rumänien. Es ist Teil der Gemeinde Șoarș.

## Geographische Lage
Rodbav liegt etwa 25 Straßenkilometer nordwestlich der Stadt Fogarasch. Das Dorf gehört zur Gemeinde Șoarș (Scharosch).

## Der Ort
Der Ort zählt laut einer Schrift des Instituts für Stadt- und Regionalplanung der Technischen Universität Berlin in Siebenbürgen zu einer Kategorie der „fast aufgegebenen Dörfer“.
Südlich außerhalb der Umfassungsmauer der Kirchenburg Rohrbach befindet sich der alte sächsische Friedhof.
Von den 270 Bewohnern im Jahr 2011 waren 209 rumänischstämmig, 22 hatten ungarische Wurzeln, 18 waren Roma und 11 waren deutschstämmig.